# Pierdonato Cesi (1522–1586)
Pierdonato Cesi (ur. w 1522 w Rzymie albo w Todi, zm. 29 września 1586 w Rzymie) – włoski kardynał.

## Życiorys
Urodził się prawdopodobnie 13 maja 1522 roku w Rzymie albo w Todi, jako syn Venanzia Cesiego i Filippy Uffreduzzy. Studiował na Uniwersytecie Ferraryjskim, Perugiańskim i Bolońskim, gdzie uzyskał doktorat. Po studiach udał się do Rzymu, gdzie został referendarzem Najwyższego Trybunału Sygnatury Apostolskiej i prałatem Jego Świątobliwości. 25 czerwca 1546 roku został administratorem apostolskim Narni i pełnił tę funkcję przez 20 lat. Był gubernatorem Romanii, Bolonii i Civitavecchii oraz klerykiem Kamery Apostolskiej. 17 maja 1570 roku został kreowany kardynałem prezbiterem i otrzymał kościół tytularny Santa Barbara. W okresie 1580–1584 był legatem w Bolonii. Zmarł 29 września 1586 roku w Rzymie.